# 努丹斯蒂格市镇
努丹斯蒂格市镇（瑞典語：Nordanstigs kommun）是瑞典中东部耶夫勒堡省的一个市镇。其治所位于贝里舍。